# Fujiwara no Hidesato
Fujiwara no Hidesato est un nom japonais traditionnel ; le nom de famille (ou le nom d'école), Fujiwara, précède donc le prénom (ou le nom d'artiste).
Fujiwara no Hidesato (藤原 秀郷)
est un kuge (aristocrate de cour) du Xe siècle durant l'époque de Heian de l'histoire du Japon. Renommé pour ses exploits militaires et son courage, il est considéré comme l'ancêtre commun des branches Ōshū du clan Fujiwara, les familles Yūki, Oyama et Shimokōbe.
Hidesato sert sous l'empereur Suzaku et combat avec Taira no Sadamori en 940 lors de la répression de la rébellion de Taira no Masakado. Sa prière pour la victoire avant cette bataille est commémorée pendant le festival Kachiya (en) à Tokyo. Hidesato a exercé les fonctions de chinjufu-shogun (commandant en chef de la défense du nord) et de gouverneur de la province de Shimotsuke.
Hidesato, autre nom de Tawara no Toda, est un personnage populaire des légendes japonaise, en particulier celle qui relate comment il capturé le mille-pattes géant du mont Mikami.

## Source de la traduction
- (en) Cet article est partiellement ou en totalité issu de l’article de Wikipédia en anglais intitulé « Fujiwara no Hidesato » (voir la liste des auteurs).